# بيتر بلوخ
بيتر بلوخ (بالنرويجية البوكمول: Peter Bloch)‏ هو منافس ألعاب قوى نرويجي، ولد في 15 يوليو 1923 في أوسلو (المعروفة سابقاً بـ كريستيانيا) في النرويج، وتوفي في 27 يونيو 1976 في أوسلو في النرويج.

## وصلات خارجية
- بيتر بلوخ على موقع أوليمبيديا (الإنجليزية)